# Artemisia scotina
Artemisia scotina là một loài thực vật có hoa trong họ Cúc. Loài này được Nevski mô tả khoa học đầu tiên năm 1937.